# Richard Jones (bassiste)
Pour les articles homonymes, voir Richard Jones et Jones.
Richard Jones (né le 23 mai 1974 à Aberdare au Pays de Galles) est le bassiste et l'un des membres fondateurs du groupe gallois Stereophonics.
Il fonde le groupe avec Kelly Jones (guitare, chant) et Stuart Cable (batterie) remplacé depuis l'album You Gotta Go There to Come Back par l'argentin Javier Weyler. Richard n'a aucun lien de parenté avec le leader du groupe, Kelly Jones.